# دانيال موبايك
دانيال موبايك (بالسويدية: Daniel Mobaeck)‏ (22 مايو 1980 بلينشوبينغ في السويد - ) هو لاعب كرة قدم سويدي في مركز الدفاع. شارك مع منتخب السويد لكرة القدم. أما مع النوادي، فقد لعب مع نادي إلفسبورغ ونادي كالمار وKalmar AIK Fotboll ‏.

## روابط خارجية
- دانيال موبايك على موقع اتحاد السويد (السويدية)
- دانيال موبايك على موقع قاعدة بيانات كرة القدم.إي يو (الإنجليزية)
- دانيال موبايك على موقع ناشيونال فوتبول تيمز (الإنجليزية)
- دانيال موبايك على موقع Soccerway.com (الإنجليزية)
- دانيال موبايك على موقع عالم كرة القدم.نت (الإنجليزية)
- دانيال موبايك على موقع AS.com (الإسبانية)